# Слуцьк
Слуцьк (біл. Слуцк) — місто в Білорусі, адміністративний центр Слуцького району. Населення становить 62 300 осіб (2004).

## Розташування

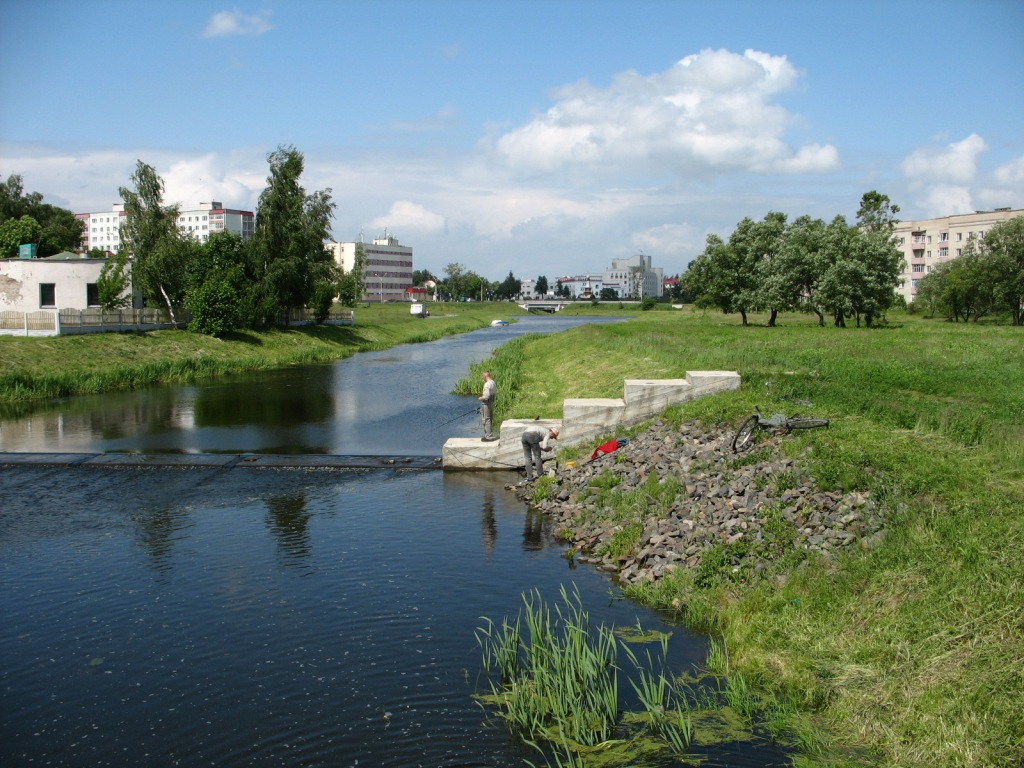
Річка Случ

Слуцьк розташований у Мінській області на річці Случ, за 100 км на південь від Мінська. 

## Історія

### Стародавня історія
Вперше згадується у 1116 році, пізніше став осередком самостійного князівства.

### Слуцьк за Олельковичів
У першій половині XIV століття Слуцьк входить до складу Великого князівства Литовського. Згадується в літописному «Списку руських міст далеких і ближніх». З 1395 року центр удільного князівства, що належало Володимиру Ольгердовичу і його нащадкам князям Олельковичам. Представники роду Олельковичів з моменту отримання міста розглядали його як місце тимчасового притулку, так як вели боротьбу за великокняжий престол та Київське князівство. Згодом Олельковичі зайнялися розвитком Случчини, що дозволило місту стати одним з найбільших економічних і культурних центрів Литовсько-Руської держави.
У 1441 році місто отримує Магдебурзьке право. На місці дитинця літописного Случеська будується Верхній замок, дерев'яні стіни і башти якого були захищені ровом і земляним валом. 1419 року в Старому місті було побудовано фарний костел. Нове місто забудовується пізніше.
1508 року місто було обложене повстанцями, яких очолював князь Михайло Глинський, однак взяти Слуцьк їм не вдалось.
Останній по чоловічій лінії представник Олельковичів Юрій Юрійович Слуцький власноруч переписав у 1582 році Євангеліє, відоме як Слуцьке Євангеліє. Приблизно в цей же час створили Слуцький літопис, пам'ятку білорусько-литовського літописання XVI століття, єдиний список третьої, скороченою редакції Білорусько-литовського літопису 1446 року.
У 1582 року місто і князівство були розділені між трьома братами Слуцькими на Старе місто, Нове місто і Острів, а знову поєднала землі Слутчини остання представниця цього роду — княжна Софія Юріївна, ревна охоронниця православ'я, пізніше зарахована до лику білоруських святих.
Софія надавала матеріальну і моральну підтримку духовенству і жителям Слуцького Преображенського православного Братства, вона жертвувала церкви коштовності і здійснювала разом з іншими парафіянами паломництва в найвіддаленіші парафії.

### В складі Російської імперії
У 1793 році місто ввійшло до складу Мінської губернії Російської імперії. У 1812 році місто було зайняте військами Наполеона.
Згідно Перепису 1897 року в Слуцьку проживало 14 349 чоловік. З них зараховували себе до: євреїв — 10 238 чол., білорусів — 2 417 чол., росіян — 1 104 чол., німців — 31 чол., українців — 12 чол., литовців — 5 чол., латишів  4 чол.
Вже у XIX столітті архітектурно-планувальна структура міста докорінно змінюється. Пов'язано це з багатьма причинами. По-перше, забудова центральної частини, створена при Радзивілах (палац і супутні йому будівлі, мануфактурні корпуса тощо) занепала і була в основному розібрана. По-друге, територіальне зростання міста зумовило його вихід за межі кільцевої системи колишніх укріплень: рови були засипані, вали і бастіони в більшості випадків зірвані. По-третє, траса нового автошляху від Москви до Варшави була прокладена через центральний район міста. Все це, природно, в корені змінило сформоване у XVII—XVIII століттях планування Слуцька.
Нова квартальна забудова була підпорядкована дорозі і носило строго регулярний характер. Збереглися лише окремі капітальні споруди.
З 1909 по 1915 роки у Слуцьку працювало підприємство з перевезення пасажирів на автобусах. Слуцький автобус став однією з перших успішних автобусних систем на території сучасної Білорусі. У 1915 році до Слуцьку прокладена залізниця з Осипович.

### Новітній період
Після радянсько-польської війни Слуцьк залишився в Білоруській РСР. 
До 1941 року в Слуцьку більшість населення становили євреї, які майже поголовно були знищені в 2 слуцьких гетто (близько 20 000 осіб). Під час Другої світової війни був переважно зруйнований, тому сьогодні в міській архітектурі переважає радянська забудова.

## Відомі особистості

### Слуцькі князі
- Володимир Мстиславович
- Володимир Ольгердович
- Олелько Володимирович
- Семен Олелькович
- Анастасія Слуцька

### Народилися
- Сакович Ірина Валер'янівна — український мистецтвознавець.
- Павел Бокша — єзуїт, ректор Віленської академії 1599—1602 років.[7]
- Дашук Леонід Андрійович (*1932) — білоруський державний діяч і юрист, перший Міністр юстиції Республіки Білорусь.

### Померли
- Михайло Рейтан (†1706) — дід Тадеуша Рейтана, скарбник мозирський; був похований у монастирі бернардинців у Несвіжі[8].

## Міста-побратими
- Бровари,  Україна.